# Olle Wallner
Olle Wallner, född 21 juni 1932, död 23 oktober 2018, var en svensk säljare, ekonom och företagsledare. År 1990 blev han vd för Swipnet, Sveriges första kommersiella internetleverantör.

## Biografi
Efter att ha studerat ekonomi på en tvåårig kvällsutbildning hos kontoristföreningen blev Olle Wallner anställd hos LM Ericsson på avdelningen för telefonväxlar. Han gick sedan vidare till Ericssons driftkontrollbolag, DKB, där han skötte inköp och sålde hålkortsmaskiner som importerades från England. År 1955 stötte han för första gången på en dator och blev genast mycket intresserad av möjligheterna som en dator innebär. År 1960 fick Wallner möjlighet att arbeta som datorsäljare för det amerikanska företaget RCA som då startat verksamhet i Sverige.
Genom egna företaget Masterdata sålde han kontorsmaskiner och genom Wellfleet sålde han routrar. I slutet av 1980-talet engagerade han sig i Swedish Network Users' Society (SNUS), en förening för datornätverkstekniker.
Under 1990-talet fick såväl företag som andra icke forskningsrelaterade institutioner gå via universitetsnätverket Sunet om de ville använda internet. Antalet blev för många och den första lösningen för att ansluta externa kunder kallades Guerillanet och drevs av frivilliga på fritiden. Olle Wallner tyckte dock att det hela behövde organiseras och professionaliseras. Efter att Televerket sagt nej skrevs den 30 oktober 1990 avtal mellan Kinnevikägda Comvik Skyport och Bo-Erik Sandholm, ordförande i SNUS, och Sveriges första publika nät Swipnet AB skapades. Följande dag tillträdde Olle Wallner på VD-posten i företaget. Företaget växte snabbt och Wallner bidrog bland annat till att tidningar i Sverige skaffar e-postadresser, då man meddelade att valresultatet 1994 ska distribueras via mejl. Efter tre år slogs Swipnet AB ihop med Tele 2 och Olle Wallner fortsatte då att arbeta som konsult.
År 1998 blev Olle Wallner vd på konsultbasis för nystartade företaget Nic-se (Network Information Center AB), dotterbolag till Stiftelsen för Internetinfrastruktur. Nic-se skötte domännamnsregistreringen i Sverige.
År 2009 tilldelades Olle Wallner IP-priset av SNUS.